# Libnotes (Libnotes) buruicola
Libnotes (Libnotes) buruicola is een tweevleugelige uit de familie steltmuggen (Limoniidae). De soort komt voor in het Australaziatisch gebied.